# Menno Simons

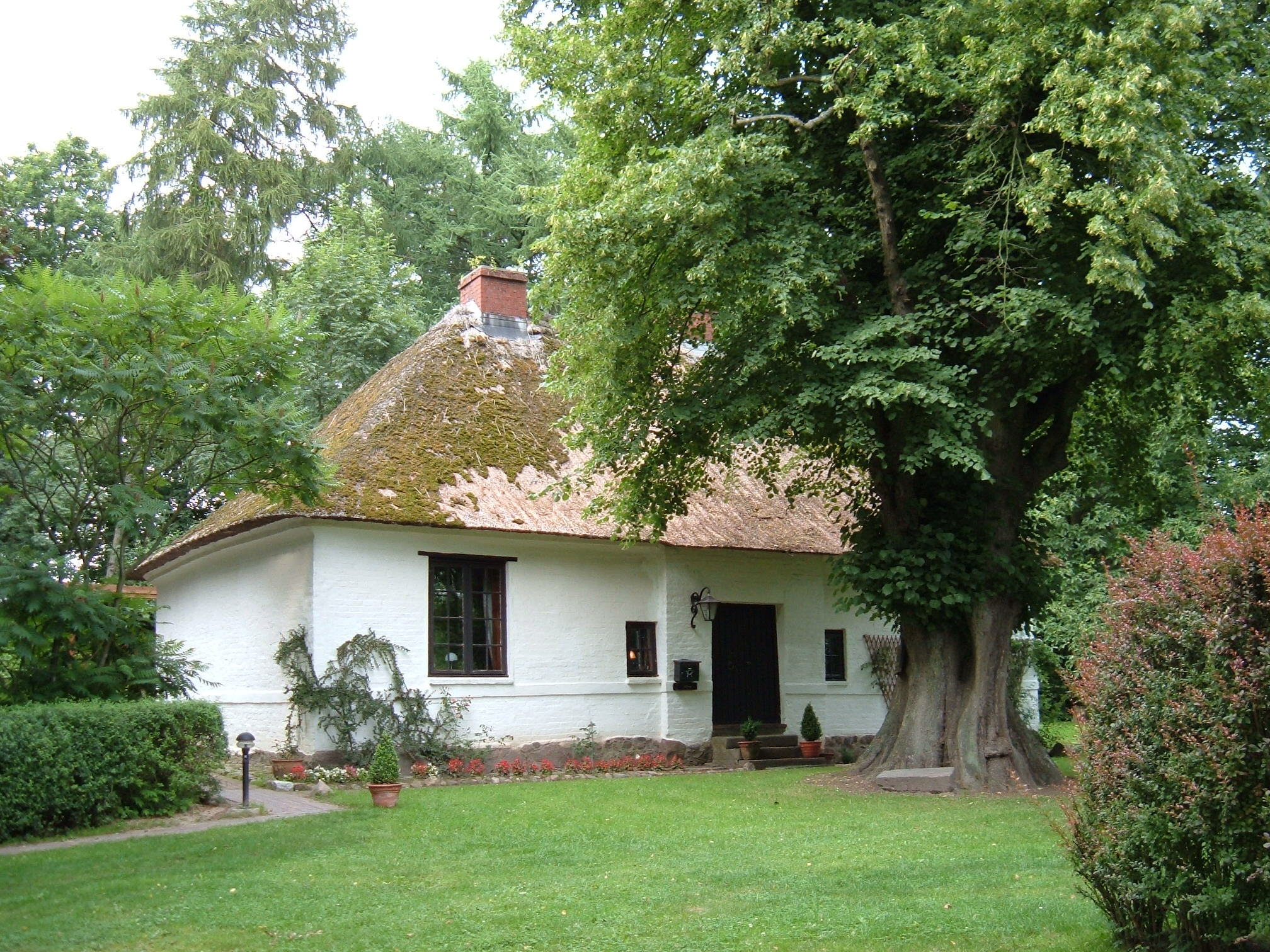
Muzeum věnované Mennu Simonsovi (Mennokate, Bad Oldesloe)

Menno Simons (uváděn také jako Menno Simonszoon, 1496–1561) byl nizozemský teolog, katolický kněz, zakladatel a vůdčí představitel specifické odnože novokřtěnců, tj. anabaptistů, zvané mennonité. Jeho bratrem byl Peter Simons.

## Biografie
O jeho raném životě není mnoho známo. Pocházel nejspíše z rolnické rodiny. Již v útlém věku byl dán na výchovu do kláštera, patrně k františkánům do Bolswardu. Na kněze byl vysvěcen roku 1524 v Utrechtu, avšak roku 1536 se svého úřadu dobrovolně vzdal. Poté odešel do Groningenu, kde se setkal s dvěma bratry, Obbem (1500–1568) a Dirkem Philipsovými (1504–1568), předními osobnostmi tehdejšího novokřtěneckého hnutí, kteří ho v jeho myšlení a dalším směřování velice ovlivnili.

## Fotogalerie

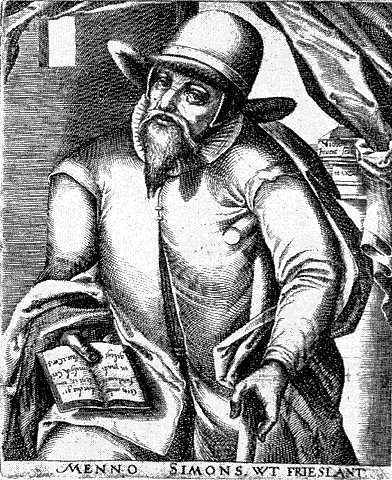
Menno Simons
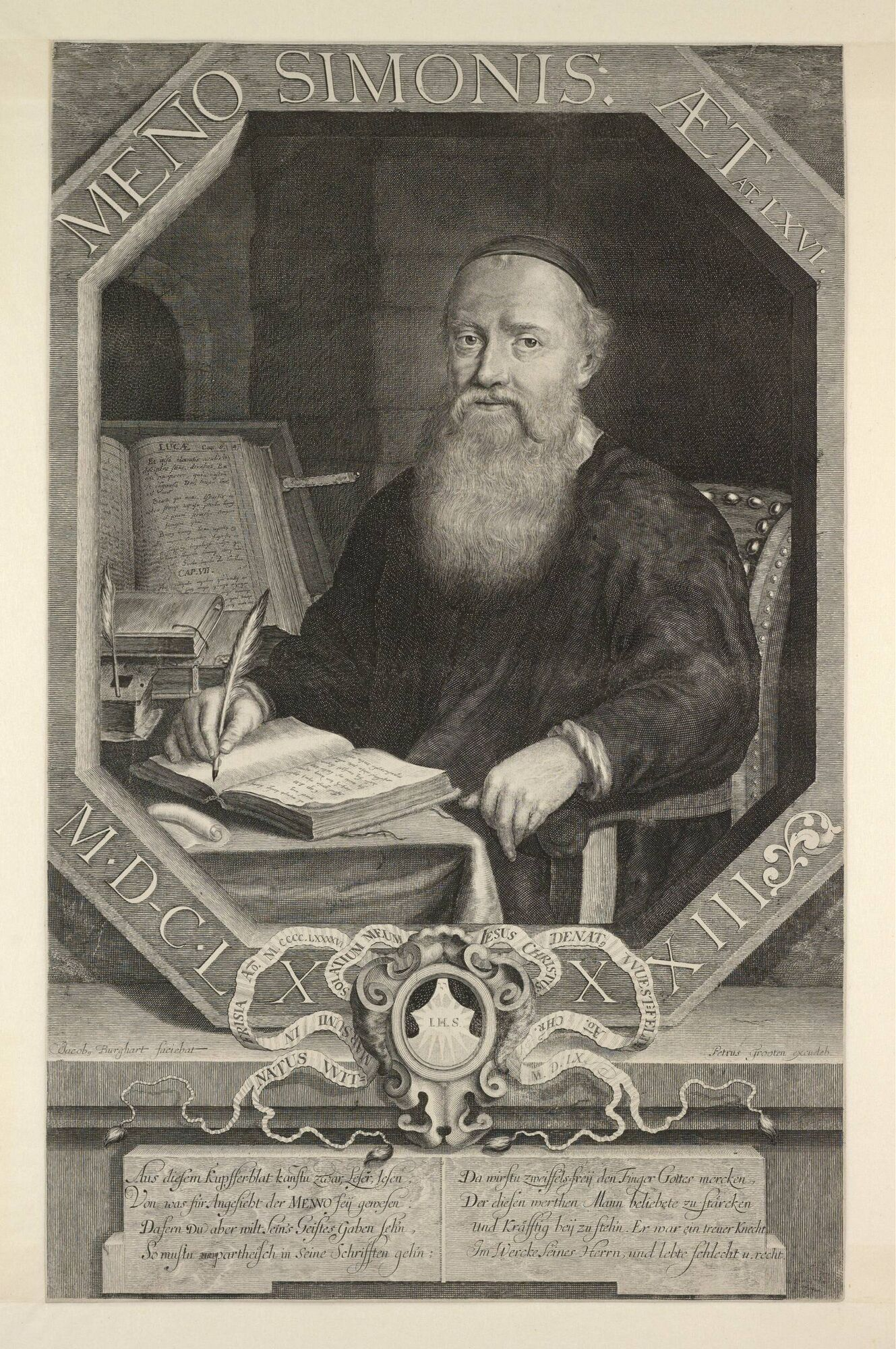
Menno Simons
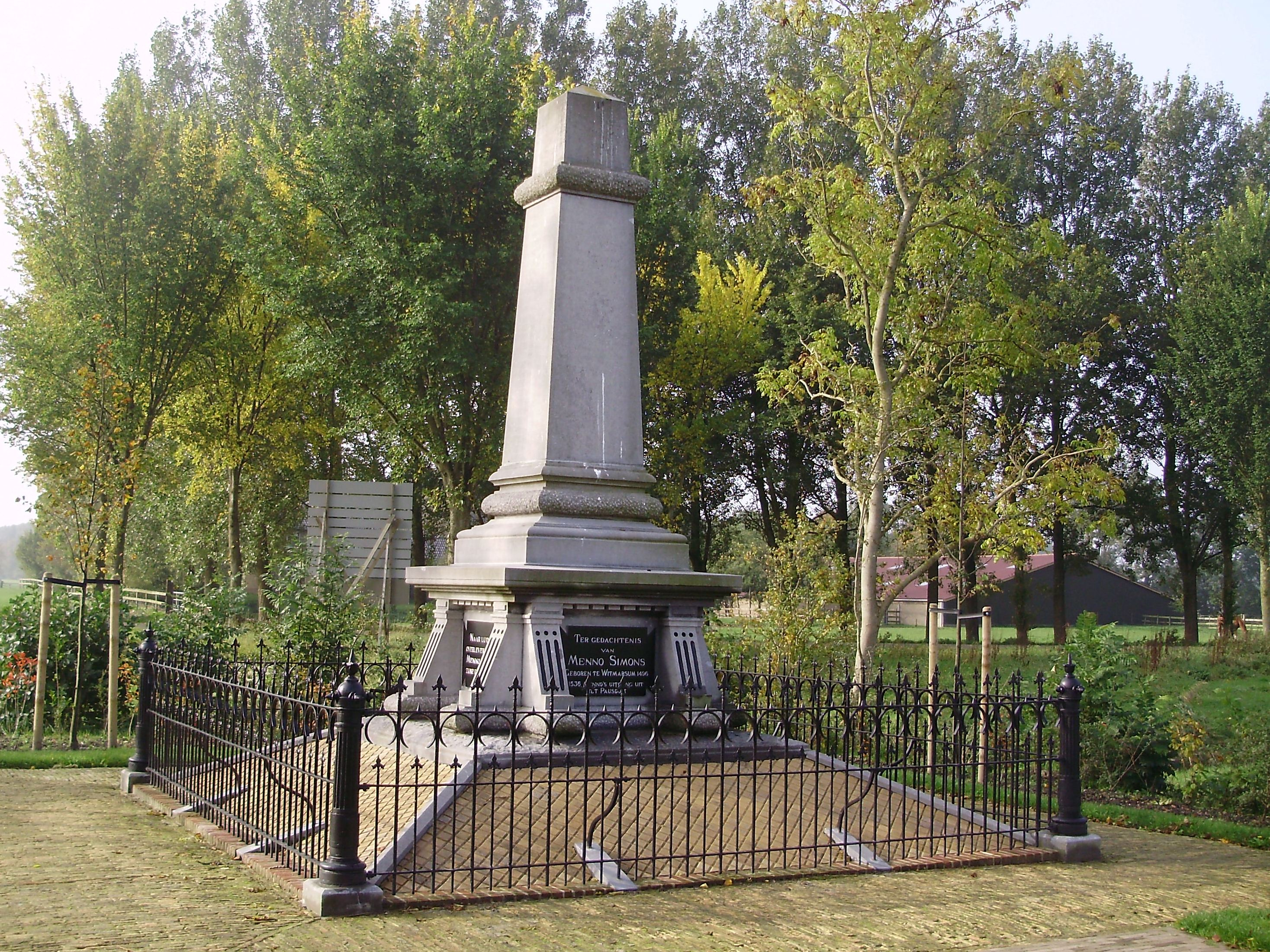
Pomník věnovaný Mennu Simonsovi ve Witmarsumu